# Карпиловка (Рокитновская поселковая община)
Карпиловка (укр. Карпилівка) — село в Рокитновской поселковой общине Сарненского района Ровненской области Украины.
Население по переписи 2001 года составляло 2611 человек. Почтовый индекс — 34262. Телефонный код — 3635. Код КОАТУУ — 5625083801.

## Местная власть
34200, Ровненская обл., Сарненский р-н, пгт Рокитное, ул. Независимости, 15.